# Yūya Iwadate
Yūya Iwadate (japanisch 岩舘 侑哉 Iwadate Yūya; * 25. Mai 1985 in der Präfektur Tokio) ist ein ehemaliger japanischer Fußballspieler.

## Karriere
Iwadate erlernte das Fußballspielen in der Jugendmannschaft von Kawasaki Frontale. Seinen ersten Vertrag unterschrieb er 2004 bei Mito HollyHock. Der Verein spielte in der zweithöchsten Liga des Landes, der J2 League. Für den Verein absolvierte er 72 Ligaspiele. Danach spielte er bei Kamatamare Sanuki.